# Pogonostoma (Polypogonostoma)
Pogonostoma (Polypogonostoma) – podrodzaj chrząszczy z rodziny biegaczowatych, podrodziny trzyszczowatych i rodzaju Pogonostoma.

## Taksonomia
Podrodzaj wprowadzony został w 2007 przez Jiriego Moraveca, a jego gatunkiem typowym ustanowiony gatunek Pogonostoma cyaneus.

## Występowanie
Wszystkie należące tu gatunki są endemitami Madagaskaru.

## Systematyka
Opisano dotychczas 7 gatunków z tego podrodzaju:
- Pogonostoma (Polypogonostoma) cyanescens Klug, 1835
- Pogonostoma (Polypogonostoma) septentrionale Fleutiaux, 1903
- Pogonostoma (Polypogonostoma) simile Jeannel, 1946
- Pogonostoma (Polypogonostoma) simplex W.Horn, 1905
- Pogonostoma (Polypogonostoma) vestitum Fairmaire, 1900
- Pogonostoma (Polypogonostoma) violaceum Fleutiaux, 1902
- Pogonostoma (Polypogonostoma) viridipenne Jeannel, 1946